# Smethport
Smethport è un comune (borough) degli Stati Uniti d'America, situato nello stato della Pennsylvania, nella contea di McKean, della quale è il capoluogo.